# Elliot Slessor
Elliot Slessor (Gateshead, 4 de agosto de 1994) es un jugador de snooker inglés.

## Biografía
Nació en la ciudad inglesa de Gateshead en 1994. Es jugador profesional de snooker desde 2013. No se ha proclamado campeón de ningún torneo de ranking, y su mayor logro hasta la fecha fue alcanzar las semifinales en dos ocasiones, a saber: las del Abierto de Irlanda del Norte de 2017, en las que cayó (2-6) contra Mark Williams, y las del Abierto Británico de 2021, en las que se vio superado (3-4) por Gary Wilson. Tampoco ha logrado hilar ninguna tacada máxima, y la más alta de su carrera está en 142.